# Брок Чисголм
Брок Чисголм (англ. Brock Chisholm, 18 травня 1896, Оквілл, Онтаріо, Канада — 4 лютого 1971, Вікторія, Британська Колумбія, Канада) — канадський лікар-психіатр і організатор охорони здоров'я, перший Генеральний директор Всесвітньої організації охорони здоров'я (1948—1953).

## Життєпис
Народився у сім'ї керівника вугільним складом.
У 1915 році з початком Першої світової війни, у віці 18 років він вступив до канадських експедиційних сил, служив у 15-му батальйоні кухарем, снайпером, кулеметником і розвідником. За проявлений героїзм, зокрема в битві при Лансі, був двічі нагороджений Військовим хрестом; його підвищили до звання капітана, після поранення в 1917 р. демобілізували.
У 1924 році він здобув ступінь доктора медицини Торонтського університету, потім стажувався в Англії, де спеціалізувався в галузі психіатрії. Після шести років приватної практики у своєму рідному Оквіллі він пройшов додаткове навчання в Єльському університеті, де спеціалізувався на психічному здоров'ї дітей. За цей час він утвердився в думці, що діти мають виховуватись у «настільки інтелектуально вільному середовищі», наскільки це можливо, незалежно від забобонів та упереджень (політичних, моральних та релігійних) їхніх батьків.
З початком Другої світової війни він збудував успішну адміністративну кар'єру. Займаючись психологічними аспектами підготовки солдатів, він піднявся до звання генерального директора з медичного обслуговування канадської армії (у 1942—1945 обіймав посаду Головного хірурга Канади), ставши першим психіатром, який очолив медичну службу серед усіх армій того часу.
У 1944—1946 роках. — Заступник міністра охорони здоров'я Канади.
У 1946 його призначили виконавчим секретарем Тимчасової комісії Всесвітньої організації охорони здоров'я (ВООЗ), що базується в Женеві, Швейцарія; був одним із 16 міжнародних експертів, з якими проводили консультації під час розроблення першого Статуту організації З 1948 до 1953 р. був першим генеральним директором ВООЗ. У цей період організація впоралася з епідемією холери в Єгипті, спалахами малярії в Греції та на Сардинії та запровадила служби попередження про епідемії для морських суден.
У середині 1940-х рр. у Канаді значний суспільний резонанс викликали його заяви, що не можна заохочувати дітей вірити в Санта-Клауса, Біблію або будь-що, що є надприродним. Після цього за ним закріпилася репутація найзлішої (angry man) людини в Канаді. Релігійні та інші консервативні кола називали його марксистом та комуністом. Одна з консервативних жіночих асоціацій у Південній Каліфорнії вважала Чисголма Антихристом. При цьому ліберальні дослідники вважали його погляди гуманістичними.
У 1957—1958 pp. обіймав посаду президента Всесвітньої федерації психічного здоров'я.

## Особисте життя
21 червня 1924 року Чисголм одружився з Грейс Маклін Райрі. У них народилося двоє дітей, Кетрін Енн і Брок Райрі.
4 лютого 1971 року Чисголм помер у віці 74 років у госпіталі для ветеранів у Вікторії, Британська Колумбія, після серії інсультів.

## Нагороди та звання
Кавалер Ордена Канади (1967), кавалер ордена Британської імперії.
- Медаль Інституту Пастера (1945)
- Премія Ласкера (1953)
- Почесний президент Світового руху федералісти-Канада (1957)
- Звання «Гуманіст року» (Американська гуманістична асоціація) (1959)